# ワルキューレの冒険 (ゲームブック)
- ワルキューレの冒険 時の鍵伝説 > ワルキューレの冒険 (ゲームブック)
- スーパーアドベンチャーゲーム > ワルキューレの冒険 (ゲームブック)

『ワルキューレの冒険』（ワルキューレのぼうけん）は、1988年から1989年にかけて東京創元社から刊行されたナムコの同名ゲームを題材にしたゲームブックシリーズ。作者は本田成二。全3作。

## 概要
東京創元社のゲームブックレーベル「スーパーアドベンチャーゲーム」では、ナムコのコンピュータゲームを原作とした作品をいくつか刊行していた。本作もその1つであり、ファミリーコンピュータ用ソフト『ワルキューレの冒険 時の鍵伝説』を基にしている。
地名やモンスターはおおむね原作に準拠しているが、オリジナルの敵も多数登場し、登場人物やイベントはほぼ完全にゲームブック独自のものである。最も大きな変更点は、主人公が神の子ワルキューレから、彼女を助けて戦う若者になっているところである。
同レーベルでは『ドルアーガの塔』以来の三部作になる。1巻から順に読んでいくことを想定しているが、各巻を独立して遊ぶこともできる。

## システム
能力
プレイヤーキャラクター (PC) の能力は、体力・技量・知力の数値で表現される。このほかに主人公のみの特徴として魅力ポイントが設定されている。魅力は善行を積むと上がり、盗みを働くなど非道を行うと下がる。魅力が高いと人々から信用されやすくなるが、悪人に取り入るような場面では低いほうが有利になる。ただしあまりにも低すぎると途中でゲームオーバーとなることもある。
戦闘
サイコロ2個の出目 (2d) を判定に用いる。〈PCの技量ポイント + 2d〉と、〈敵の技量ポイント + 2d - PCの防具ポイント〉を比べ、数値の高いほうが相手に規定のダメージポイントを与える。これを体力が尽きるまで繰り返す。
PCよりも敵の人数が多い場合、主人公は最も技量ポイントの高い敵を相手取る。そして残りの人数分だけ敵の技量ポイントに加算する。
魔法
本作で使える魔法の呪文は、原作に登場したものと同じ7種類。呪文発動のためにはそれぞれ専用のアイテムを必要とし、知力を消費して使用する。
「星笛の術」や「稲妻の術」といった高位の呪文の発動アイテムは2巻にならないと入手できない。しかしとある経緯で2巻から1巻に戻ることがあるので、1巻の時点ですべての術の使用に対応した項目が用意されている。
成長
敵を倒したり謎を解いたりすることで経験値を獲得できる。値が10の倍数に達するごとに技量または知力ポイントが増強される。どちらを増やすかは読者に一任されているので、戦士型・魔法使い型・バランス型などプレイの方針に合わせて成長が方向づけられていくことになる。
イベント発生管理
本作では一部で双方向型となっているので、同じ項目を再訪問した際に同じイベントまで発生させないような工夫がなされている。しかしそれほどシステマティックなものではなく、ページに設けられたチェック欄に直接記入してイベント発生済みの証とすることが多い。また、「ほほに傷がある」のようにアドベンチャーシートにメモをする場合もある。

## あらすじ

### 迷宮のドラゴン
あらすじ
はるかな昔、マーベルランドの住人は永遠の命を持っていた。しかし増えすぎた人間たちは互いを憎み争いはじめ、心に魔物を住まわせるようになってしまった。そこで神はマーベルランド奥地の大時計に「時の鍵」を差し込み、地上に過ぎ行く時をもたらした。限りある命となった人間は哀れみの心を知り、互いを思いやるようになったため、人々に取り憑いていた魔物は世界から追放され、出てくることができなくなった。こうして、マーベルランドに平和が戻った。
ところがある夜のこと、ひとりの男が死を恐れるあまり大時計から時の鍵を抜き去ってしまった。たちまち悪の化身ゾウナがマーベルランドに舞い戻り、男を殺して鍵を奪い取ると、無数の魔物を放って世界を恐怖の底に突き落とした。
人々の苦しみを見かねた神の子ワルキューレは、ゾウナを倒すために女戦士の姿で地上に降臨した。救世主現るのうわさが駆け巡り、人々は希望に沸きかえった……だが、彼女だけに戦いを任せておけないと考える者もいた。今、勇者を目指すひとりの若者がワルキューレを追って旅立つ。
概要
第1巻。この巻だけ本田成二のほかに、木越郁子が著者として名を連ねている。
目的地である「ドラゴンの迷宮」にたどり着くこと自体は難しくないので、途中でうまく寄り道をして経験をつむことが大切だとあとがきで述べられている。また、次巻に登場する冒険者の募集もあとがきで行われた。

### ピラミッドの謎
あらすじ
主人公と旅の仲間サンディは、ドラゴンを倒して東アフブルグへの道を切り開いた。彼らはワルキューレが何かを探しに踏み入ったという砂漠のピラミッドを目指す。だが辺り一帯では凶悪な盗賊集団ヘブンズ・シットがのさばっていた。
概要
第2巻。前巻から間が空いたために日本の元号は昭和から平成に移り変わっており、当時の世相を表す「どこかの国みたいに消費税なんてやぼなことはいわない」というセリフが出てくる。
本書は前半が一方向型、ピラミッドに突入した後半は双方向型という形式になっている。そのため、前半でアイテムや情報をうまく集めることが攻略の要点であることがあとがきで述べられている。
第1巻で読者から募集した冒険者の総数は300以上に達した。劇中で大きく活躍する者もいるが、紙幅の都合で取り上げられたのはごく一部だった。著者の苦肉の策として、何人かの名前があちこちで耳にする噂の中に織り込まれている。

### 時の鍵の伝説
あらすじ
ついにワルキューレと合流を果たした主人公とその仲間ニスペン、アテナ。しかし、突如姿を現したゾウナによってサンディは連れ去られてしまった。一行は東の大陸にあるゾウナの本拠地を目指して海峡を渡ろうとするが、攻撃を受けて散り散りになってしまう……。
概要
第3巻。前巻同様、前半が一方向型、後半は双方向型という形式になっている。
本書で盛り込まれた新機軸がパーティ・コントロールである。4人全員で行動するほかに、主人公・ワルキューレ組とニスペン・アテナ組とに2名ずつ分かれることも可能であり、パーティの構成や現在地などの情報はカタカナ1文字の記号によって管理される。このシステムによって、同一地点であっても発生するイベントは理論上3通りに分岐することになる。

## プレイヤーキャラクター
主人公
ワルキューレを助けるために冒険者を志した青年。決意を表明したところ両親の反対に遭ったため、実家を飛び出してきた。
高潔の士となるか無頼漢となるかは読者の選択次第である。
サンディ
優しい顔立ちをした小柄な若者。ゾウナの配下のみを標的とした盗賊である。ゾウナが送り込んだゴブガブによって支配されたララッタの町で主人公が投獄されたとき、秘密の通路から救出に現れた。
その正体は殺害されたララッタ領主アレキサンダー2世の娘アレクサンドラであり、両親の仇を討つために男に身をやつしていたことが第1巻終盤で判明する。第2巻終盤でゾウナによってさらわれてしまい、第3巻の最終決戦では操られた状態で仲間達の前に立ちはだかる。
ニスペン
ララッタ地方南岸に住む漁師一家の跡取り息子で、快活な大男。ゾウナの手下達によってお尋ね者にされていた。第1巻ではさらわれた妹コレットを救出するため、主人公の協力を得てゴブガブを討ち取った。
その後は一旦家族との生活に戻ったが、ゴブガブの後任として送り込まれたガーハンが以前にもまして過酷な圧制を敷き始めたため、家族を逃がして自らは冒険者となった。旅の途中でアテナと知り合い、第2巻で主人公と再会してそのまま行動を共にするようになった。
魔法を使えない典型的なパワーファイターだが、読者が知力を成長させれば呪文の習得も可能である。
アテナ
女神の名を冠した女戦士。普段は優しいが怒ると性格が変わる。ニスペンと意気投合して以来、ずっと共に旅をしてきた。
技量ポイントはそれほど高くないが、攻撃時のサイコロ2個の出目がゾロ目だった場合、自動的に命中した上に3倍のダメージを与える能力を持つ。また、絶体絶命の危機に際しては時空を越えるテレポートの術で緊急避難を試みることがあるが、全知力の喪失など大きな代償が伴う。
ワルキューレ
苦境に置かれた地上の人々を救うため、天より降臨した女神戦士。ピラミッドでヘブンズ・シットにとらわれてしまうが、天が定めた勇者の到来をじっと待っていた。第2巻の終盤で主人公こそその勇者だと認め、以後は共に戦ってくれる。
発動アイテムなしで7つの魔法を使いこなし、更に攻撃魔法の威力は倍になる。本来は不死であるが、現在は人間の姿をとっているために傷つき死ぬこともありうる。通常、仲間キャラクターの体力が0になっても戦闘不能になるだけだが、体力が尽きるとワルキューレは死亡し、そのままゲームオーバーとなる。
スミシー
度の強い眼鏡をかけた理屈っぽい男。もとは西アフブルグ市庁の公務員だったが、一念発起してワルキューレの後を追い旅立った。ゲームに目がない一面を持つ。
第2巻で仲間に加わるが、途中で刺客に襲われて離脱する。その後殺害されてしまい、第3巻ではゾウナに操られたゾンビとなって登場する。
クラウド・ロング
ハラルド国にその人ありと言われた凄腕の剣士。ガラドール国の猛将フェイスグッドの攻勢に苦戦していたカンキリア国にふらりと現れると助太刀をかって出たことがある。カンキリア国王は出陣前に熱い酒を進めたが、彼は一旦それを辞して戦場に向かい、すぐにフェイスグッドの首を持って戻ってきた。その時、酒はまだ温かかったという。
ワルキューレと対面した際に同行を申し出たが断られ、その後人食いオオカミ退治を行っていたところで主人公と出会う。条件を満たすと仲間になるが、その場合はスミシーは登場しなくなる。後の経緯はスミシーと同様で、重傷を負って離脱してから殺害されてしまい、第3巻ではゾンビになっている。

## 書誌情報
いずれも、著 : 本田成二 / 絵 : 米田仁士（表紙）、松崎貢（本文）
1. 迷宮のドラゴン
共著 : 木越郁子 / 項目数 : 560 / 1988年 ISBN 4-488-90306-1
2. ピラミッドの謎
項目数 : 556 / 1989年 ISBN 4-488-90307-X
3. 時の鍵伝説
項目数 : 603 / 1989年 ISBN 4-488-90308-8